# Love Train/We love the EARTH
『Love Train／We love the EARTH』（ラヴ トレイン／ウィ・ラブ・ジ・アース）は、TMNの25枚目のシングル。

## 背景
アルバム『EXPO』の先行シングル。
「We love the EARTH」は、当時のTMNのレギュラーラジオ番組｢Sounds with COKE TMN Rock'n Up｣の最終回にて、その時点ではリリースのアナウンスがされていない状態だった本曲がフルで流されている。

## 制作

### Love Train
作詞には1週間かかり、特に「Train」の前にどんな単語を入れるのかに悩んだ。木根尚登は「他の作詞家の作品と並べても、『小室哲哉のはこれ』と当てられない程、いつもの小室らしい言い方がほとんど無かった。客観的にみても、すごく成長している」と作詞家としての小室を見直した。

## 音楽性

### Love Train
カメリアダイアモンド『LOVE EARTH 〜RED ROCK編〜』のCMソングとして起用された。『RHYTHM RED』ツアーの終了直後にレコーディングされている。そのためかジャケットに写っている3人の衣装はRHYTHM REDライヴツアー時に使用されていたものと同じである（上は黒、下は赤）。
小室がカラオケを初めて意識して作った曲とコメントしており、タイトルは「デイ・トリッパー」→トリップ→乗り物の名前という流れで思いついたと小室はインタビューに答え「連想ゲームのように出てきた」としている。
イントロのアナログシンセサイザーのソロは、小田和正の「ラブ・ストーリーは突然に」のイントロのギターのカッティングから発想を得たとのことである。
アルバム『EXPO』に収録する際、『Club Mix』としてリミックスが施されたが、最大セールスを誇ったという理由で、シングルバージョンのままアルバムに収録されることとなった。

### We love the EARTH
カメリアダイアモンド『LOVE EARTH 〜勇気の川編〜』として、「Love Train」に先行してオンエアされていた。『TM NETWORK RHYTHM RED TMN TOUR』の途中にツアー先でスタジオを借りてサビ部分だけがCM用に作られ、その後製品盤としてフルコーラスが作られた。

## チャート成績
アルバム『RHYTHM RED』のハードロック路線から、TM NETWORK時代への回帰ともいえる覚えやすくポップな曲で、オリコン最高順位1位を記録し、TM NETWORK～TMN時代を通じ、最高の売り上げを記録したシングルである（53万枚)。

## ミュージック・ビデオ
ミュージック・ビデオは、当時同じレコード会社所属だった東京パフォーマンスドールも出演している。1990年8月から、秘かに小室はTM以外のプロデュース活動の準備をしていた。その頃から、小室は東京パフォーマンスドールの公演に足しげく通い、特に会議の場・世間話の話題で篠原涼子を話題のメインに上げていた。撮影の際に、篠原に名指しで出演オファーを出した。

## 収録曲
| 全作詞・作曲・編曲: 小室哲哉。 |                       |          |            |      |
| #                              | タイトル              | 作詞     | 作曲・編曲 | 時間 |
| 1.                             | 「Love Train」        | 小室哲哉 | 小室哲哉   | 5:26 |
| 2.                             | 「We love the EARTH」 | 小室哲哉 | 小室哲哉   | 5:24 |
| 合計時間:                      | 合計時間:             | 10:50    |            |      |

## 収録アルバム
Love Train
- EXPO
- TMN COLOSSEUM II (ライブバージョン)
- TMN CLASSIX 2 (extended euro mix)
- GROOVE GEAR 1984-1994
- TETSUYA KOMURO PRESENTS TMN BLACK
- TAKASHI UTSUNOMIYA PRESENTS TMN RED
- TMN final live LAST GROOVE 5.18 (ライブバージョン)
- TIME CAPSULE all the singles
- TAKASHI UTSUNOMIYA THE BEST FILES
- STAR BOX
- BEST TRACKS 〜A message to the next generation〜
- NETWORKTM -Easy Listening- (EXTENDED MIX)
- Welcome to the FANKS! (Disc 1にオリジナル、Disc 3にCLUB MIXが収録)
- THE GREATEST HITS - 小室哲哉作品集 - s
- TM NETWORK BEST OF BEST
- TM NETWORK SUPER BEST
- TM NETWORK THE SINGLES 2
- TM NETWORK ORIGINAL SINGLES 1984-1999
- TM NETWORK ORIGINAL SINGLE BACK TRACKS 1984-1999 (オリジナル・カラオケ)
- Gift from Fanks T
- LIVE HISTORIA T 〜TM NETWORK Live Sound Collection 1984-2015〜　(ライブバージョン)
- LIVE HISTORIA M 〜TM NETWORK Live Sound Collection 1984-2015〜　(ライブバージョン)
- How Do You Crash It? (ライブバージョン)
- TM NETWORK TRIBUTE ALBUM -40th CELEBRATION-
- 40th FANKS intelligence Days 〜STAND 3 FINAL〜 (ライブバージョン)

We love the EARTH
- EXPO (Ooh,Ah,Ah,Mix)
- TMN CLASSIX 1 (single overdub mix)
- GROOVE GEAR 1984-1994 (ライブバージョン)
- TAKASHI UTSUNOMIYA PRESENTS TMN RED
- STAR BOX
- BEST TRACKS ～A message to the next generation～
- Welcome to the FANKS!
- TM NETWORK THE SINGLES 2 (初回限定盤のみ)
- TM NETWORK ORIGINAL SINGLES 1984-1999
- TM NETWORK ORIGINAL SINGLE BACK TRACKS 1984-1999 (オリジナル・カラオケ)
- Gift from Fanks T
- LIVE HISTORIA M 〜TM NETWORK Live Sound Collection 1984-2015〜　(ライブバージョン)
- How Do You Crash It? (「TK Remix」基調のライブバージョン)
- “FANKS intelligence Days” at PIA ARENA MM　(「TK Remix」基調のライブバージョン)
- DEVOTION (TK Remix)

## カバー
| 楽曲              | 発売日        | アーティスト   | 収録作品                                                | 備考 | 出典 |
| ----------------- | ------------- | -------------- | ------------------------------------------------------- | ---- | ---- |
| Love Train        | 2024年5月15日 | 西川貴教       | アルバム『TM NETWORK TRIBUTE ALBUM -40th CELEBRATION-』 |      |      |
| We love the EARTH | 2008年4月16日 | Sweet Vacation | アルバム『More the Vacation!!』                         |      |      |